# Flammulina (schimmelgeslacht)
Flammulina is een geslacht van schimmels behorend tot de familie Physalacriaceae. 

## Kenmerken

### Uiterlijke kenmerken
De hoed heeft een diameter tot 6(-10) cm en heeft een witte, gele, oker tot oranjebruine kleur. Typisch is een opvallend glanzend, vettig tot slijmerig oppervlak van de hoed, dat plakkerig opdroogt. De lamellen raken de steel, maar lopen daar nooit naar beneden. Het kleurenspectrum varieert van wittig tot bleek oker tot okergeel en okerbruin. De sporenprint laat een witte tot bleek crèmekleurige indruk achter. De wortelstengel heeft een kraakbeenachtige, gelatineuze consistentie en een fluweelzachte, donzige bast. Zelden lijkt hij over de gehele lengte wit tot crèmewit, vaak is alleen de punt crème tot okergeel gekleurd en is het onderliggende gedeelte bruin tot zwart gekleurd. Het vruchtvlees is kraakbeenachtig en gelatineus, de steel is vezelig en taai en smaakt mild.

### Microscopische kenmerken
De elliptische, slank elliptische, cilindrisch-elliptische tot cilindrische sporen zijn gewoonlijk 6–12 (–14) µm lang (in Flammulina cephalariae tot 17 µm lang) en vertonen geen kleurreactie in jodiumoplossing en katoenblauw (inamyloïde of acyanofiel). Cystiden komen meestal voor op de lamellen, maar ook op de hoed en de steel. De hyfen hebben gespen op de dwarswanden.

## Soorten
Volgens Index Fungorum telt het geslacht 17 soorten (peildatum december 2023):
| Soortnaam                                      | Auteur(s)                                                                     | Publicatiejaar |
| ---------------------------------------------- | ----------------------------------------------------------------------------- | -------------- |
| Flammulina callistosporioides                  | (Singer) Singer                                                               | 1964           |
| Flammulina cephalariae                         | Pérez-Butrón & Fern.-Vic.                                                     | 2007           |
| Flammulina elastica (Langsporig fluweelpootje) | (Sacc.) Redhead & R.H. Petersen                                               | 1999           |
| Flammulina fennae (Zomerfluweelpootje)         | Bas                                                                           | 1983           |
| Flammulina ferrugineolutea                     | (Beeli) Singer                                                                | 1969           |
| Flammulina filiformis                          | (Z.W. Ge, X.B. Liu & Zhu L. Yang) P.M. Wang, Y.C. Dai, E. Horak & Zhu L. Yang | 2018           |
| Flammulina finlandica                          | P.M. Wang, Y.C. Dai, E. Horak & Zhu L. Yang                                   | 2018           |
| Flammulina glutinosa                           | G. Stev.                                                                      | 1964           |
| Flammulina lupinicola                          | (Redhead & R.H. Petersen) C. Hahn                                             | 2016           |
| Flammulina mexicana                            | Redhead, Estrada & R.H. Petersen                                              | 2000           |
| Flammulina ononidis                            | Arnolds                                                                       | 1977           |
| Flammulina populicola                          | Redhead & R.H. Petersen                                                       | 1999           |
| Flammulina rossica                             | Redhead & R.H. Petersen                                                       | 1999           |
| Flammulina similis                             | E. Horak                                                                      | 1980           |
| Flammulina stratosa                            | Redhead, R.H. Petersen & Methven                                              | 1999           |
| Flammulina velutipes (Gewoon fluweelpootje)    | (Curtis) Singer                                                               | 1951           |
| Flammulina yunnanensis                         | Z.W. Ge & Zhu L. Yang                                                         | 2008           |